# Fra Mauro

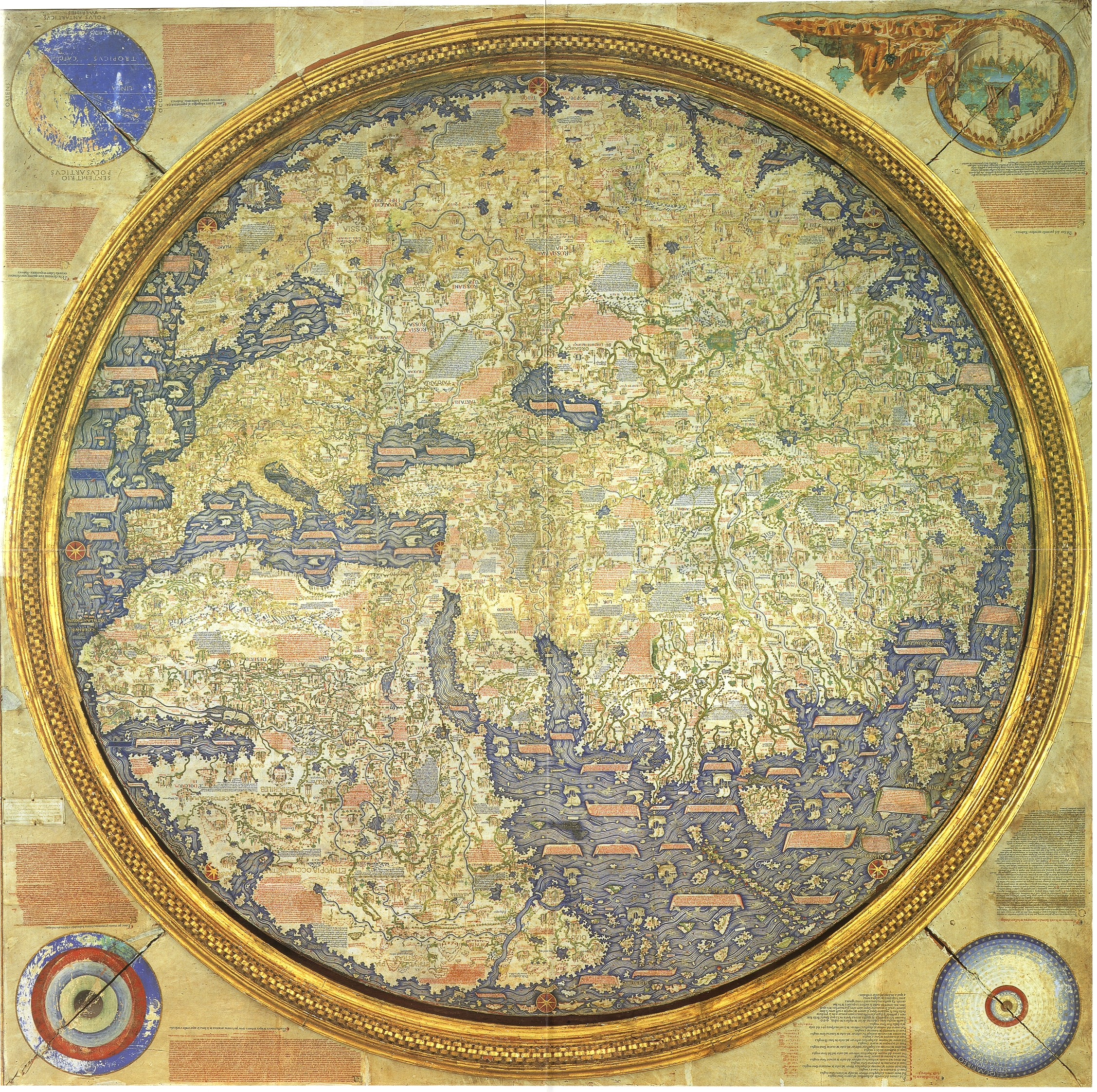
La carte du monde de Fra Mauro, tournée d'un demi-tour afin de faire apparaître le Nord en haut. La carte montre l'Ancien monde connu avec l'Asie, l'Afrique et l'Europe.

Fra Mauro (Frère Maur), né vers 1385 à Venise et mort en 1459 dans la même ville, est un moine italien qui fut le plus célèbre cosmographe de son temps. Il est connu pour la carte de Fra Mauro.

## Biographie
Fra Mauro, moine convers du monastère camaldule de Saint-Michel de Murano, exécuta entre 1448 et 1453 une carte circulaire du monde exposée tout d'abord en 1460 dans l'église du monastère camaldule San Michele in Isola, puis, à partir de 1655, dans la bibliothèque de cet établissement religieux. Confisquée à la suite de la suppression du monastère, en 1810, elle fut installée à Venise même, dans la bibliothèque Saint-Marc. Il s'agit vraisemblablement d'une copie partiellement réalisée par son assistant Andrea Bianco, navigateur-cartographe.
Le roi Alphonse V de Portugal commanda une copie de la carte. Cette copie, envoyée à Lisbonne en avril 1459, a disparu. Une lettre du législateur de Venise accompagnait la carte. Elle s'adressait au prince Henri le Navigateur, l'oncle d'Alphonse V. Elle encourageait le prince à continuer de financer les voyages d'exploration.
Fra Mauro mourut l'année suivante pendant qu'il faisait une copie de la carte pour la république de Venise, et la copie fut terminée par Andrea Bianco. L'existence de cette copie, exposée dans le palais Medici-Riccardi à Florence, est attestée jusqu'en 1494, date à laquelle on perd sa trace.
En 1807, la Compagnie des Indes orientales en commande une reproduction à taille réelle, actuellement conservée à la British Library.

## Description
Il cartographia la totalité de l'Ancien monde, avec une précision surprenante, incluant des commentaires écrits qui reflétaient la connaissance géographique de son époque.
Cette mappemonde s'inscrit dans un carré de 223 centimètres de côté,à l'intérieur duquel se trouve un cercle de 196 centimètres de diamètre. Elle se compose de 3000 inscriptions (dont environ deux cents sont insérées dans des cartouches complexes, contenant des informations extraites de nombreux auteurs anciens et récents, les autres étant de simples toponymes) et de centaines d'images. Parmi les auteurs qui ont inspiré Fra Mauro, figurent Marco Polo, Odorico de Pordenone et Poggio Bracciolini.

## Hommages
Une médaille commémorative contemporaine en l'honneur de son œuvre cartographique décrit Fra Mauro comme le « cosmographus incomparabilis ».
Un cratère lunaire porte le nom de Fra Mauro depuis 1935 par décision de l'union astronomique internationale. À côté de ce cratère, s'élève un massif montagneux lunaire qui a reçu le nom de formation géologique Fra Mauro. Elle constituait le site d'alunissage initialement prévu pour Apollo 13 et finalement utilisé pour Apollo 14.